# روبرت ر. ريد
روبرت ر. ريد (بالإنجليزية: Robert Raymond Reid)‏ هو قاضي ومحامي وسياسي أمريكي، ولد في 8 سبتمبر 1789 في مقاطعة بوفورت في الولايات المتحدة، وتوفي في 1 يوليو 1841 في تالاهاسي في الولايات المتحدة بسبب حمى صفراء. حزبياً، نشط في الحزب الديمقراطي. وقد انتخب Governor of the Territory of Florida ‏ (2 ديسمبر 1839 – 19 مارس 1841) وانتخب عضو مجلس النواب الأمريكي.